# کلیات سعدی
کلیات سعدی به مجموعهٔ آثار منظوم و منثور سعدی شیرازی گفته می‌شود که وی آن‌ها را در سدهٔ هفتم هجری (سدهٔ سیزدهم میلادی) نوشته است. آثار منثور، آثاری است که به نثر نگاشته شده‌اند مانند بخش اعظم گلستان سعدی که البته در لابه‌لای آن، آیاتی از قرآن، احادیث اسلامی و نیز ابیاتی به فراخور نثر آورده شده است.
دستهٔ دوم (آثار منظوم)، دربردارندهٔ بوستان سعدی، غزلیات (فارسی و عربی)، قصاید و ملمعات چند عنوان دیگر است.
از دیرباز به مجموعهٔ تمامی این آثار در چارچوب یک یا چند مجلّد، کلیات سعدی گفته می‌شد.

## چاپ‌ها
کلیات سعدی بارها در خارج و داخل ایران در شکل‌های مختلف منتشر شده بود ولی تا پیش از سال ۱۳۱۶ خورشیدی، تصحیحی از آن انجام نشده بود. محمدعلی فروغی در سال ۱۳۱۶ برای اولین بار و پس از هشت سال ممارست دیوان مصحَّح خود را در چهار مجلد منتشر کرد و بعد از گذشت چهار سال با کمک حبیب یغمایی گلستان سعدی را در مجلدی جداگانه و با تصحیحی دقیق‌تر انتشار داد. فروغی در پاره‌ای از ابیات که بین نسخه‌بدل‌ها به شک می‌افتاده، یکی از آن‌ها را در متن اصلی می‌آورده و دیگری را در ذیل صفحهٔ آن بیت ذکر می‌کرده که این عمل بسیار مورد استقبال ادبا و دانشمندان و پژوهشگران قرار گرفته است ولی از سویی دیگر باعث افزایش حجم کتاب و در نتیجه ایجاد مشقت برای خوانندگان شده بود. در آن موقع با کسب اجازه از محمدعلی فروغی، دیوان مصحَّح یک‌جلدی بدون دربرداشتن نسخه‌بدل‌ها و توضیحات مربوط به آن‌ها نیز به چاپ رسید تا هر کس به فراخورِ نیاز خود اقدام به تهیهٔ آن کند و این مشکل برطرف گردد.
اخیرترین نسخهٔ منتشرشده از کلیات تصحیحِ حسن انوری است.

## ترتیبِ آثار در کلیات سعدی
ترتیبی که از قدیم برای آوردن آثار متعدد سعدی در دیوانش معمول بوده است به این شکل است:

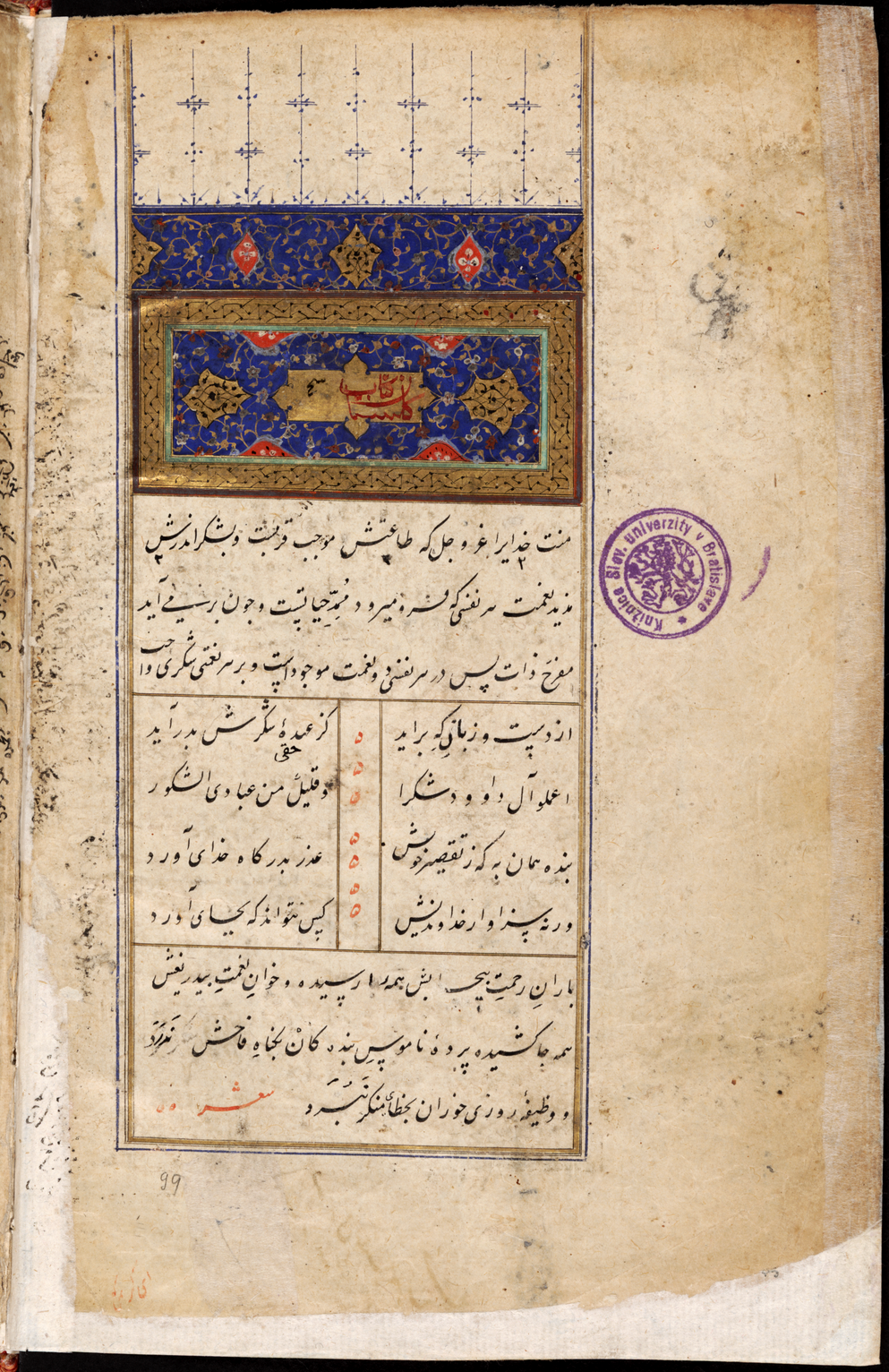
صفحهٔ اول دیباچهٔ گلستان سعدی، نگاشته‌شده در سال ۶۵۶ ه‍.ق/ ۱۵۸۵ م

1. رسایل منثور: که به ترتیب خود شامل رساله اوّل، مجالس پنجگانه، رساله دوم، رساله چهارم، رساله پنجم و رساله ششم می‌شود.
2. گلستان: که خود گلستان اثری منثور با دیباچه‌ای دربر دارنده ثنا و ستایش خداست و پس آنگاه به هشت باب تقسیم می‌شود:
  - در سیرت پادشاهان
  - در اخلاق درویشان
  - در فضیلت قناعت
  - در فواید خاموشی
  - در عشق و جوانی
  - در ضعف و پیری
  - در تأثیر تربیت
  - در آداب صحبت
3. بوستان: اثر منظوم مشهور سعدی و شروع شونده با دیباچه‌ای در ثنای خدا و سپس مدح محمد و چند شخص دیگر نظیر ابوبکربن سعدبن زنگی. بوستان به ده باب تقسیم می‌شود:
  - در عدل و تدبیر و رای
  - در احسان
  - در عشق و مستی و شور
  - در تواضع
  - در رضا
  - در قناعت
  - در عالم تربیت
  - در شکر بر عافیت
  - در توبه و راه صواب
  - در مناجات و ختم کتاب
4. قصاید فارسی و عربی
5. مراثی
6. ملمعات
7. مثلثات: اشعاری که در آن سه زبان سروده شده است.
8. ترجیعات
9. مجموعه غزل‌های سعدی در ذیل عناوینی چون طیبات، بدایع و خواتیم و غزلیات قدیم
10. چند قطعه و رباعیات و مفردات

محمدعلی فروغی در ترتیب دادن غزل‌های دیوان سعدی، حرف آخر قافیه را مدنظر قرار داده است و بعد آن به تقدم و تأخر حرف ماقبل آخر قافیه دقت فرموده است. به این ترتیب هرکس برای دسترسی به غزل مدنظرش با دانستن حرف آخر بیت به راحتی و بدون نیاز به فهرست می‌تواند به غزل دسترسی پیدا کند.
از دیگر مصححان مشهور دیوان سعدی و آثار وی می‌توان به غلامحسین یوسفی، حسن انوری و حبیب یغمایی اشاره کرد.